# كارليل غرينويل
كارليل غرينويل (بالإنجليزية: Carlyle Greenwell)‏ هو مهندس معماري أسترالي، ولد في 16 مارس 1884 في وندزر ‏ في أستراليا، وتوفي في 7 فبراير 1961 في Collaroy, New South Wales ‏ في أستراليا.